# Brügglen
Brügglen es una comuna suiza del cantón de Soleura, situada en el distrito de Bucheggberg. Limita al norte con las comunas de Lüterkofen-Ichertswil y Küttigkofen, al este con Kyburg-Buchegg, al sur con Aetingen y Mühledorf, y al oeste con Tscheppach.